# Finales de la NBA de 1953
Las Finales de la NBA de 1953 fueron las series definitivas de los playoffs de 1953 y suponían la conclusión de la temporada 1952-53 de la NBA. Estas enfrentaron a Minneapolis Lakers ante los New York Knicks, con la ventaja de campo favorable a los primeros. Seis jugadores de las Finales fueron posteriormente elegidos para el Basketball Hall of Fame, George Mikan, Jim Pollard, Vern Mikkelsen y Slater Martin por parte de los Lakers, y Harry Gallatin y Dick McGuire por los Knicks.

## Resumen
| Partido | Fecha       | Equipo local | Resultado | Equipo visitante |
| ------- | ----------- | ------------ | --------- | ---------------- |
| 1       | 4 de abril  | Minneapolis  | 88-96     | New York         |
| 2       | 5 de abril  | Minneapolis  | 73-71     | New York         |
| 3       | 7 de abril  | New York     | 75-90     | Minneapolis      |
| 4       | 8 de abril  | New York     | 69-71     | Minneapolis      |
| 5       | 10 de abril | New York     | 84-91     | Minneapolis      |

Lakers ganan las series 4-1

## Resumen de los partidos
| 4 de abril                      | New York Knicks                       | 96–88       | Minneapolis Lakers           | |  |  |
|                                 | Parciales: 19–18, 24–29, 23–20, 30–21 |             |                              | |  |  |
|                                 | Estadísticas Carl Braun 21            | Reporte Pts | Estadísticas George Mikan 25 | Pabellón: Minneapolis Auditorium, Minneapolis, Minnesota Asistencia: 5,000 espectadores Árbitros: Sid Borgia, Arnie Heft |  |  |
| New York lidera las series, 1–0 |                                       |             |                              | |  |  |
|                                 |                                       |             |                              | |  |  |

| 5 de abril            | New York Knicks                       | 71–73       | Minneapolis Lakers           | |  |  |
|                       | Parciales: 16–26, 14–21, 24–11, 17–15 |             |                              | |  |  |
|                       | Estadísticas Connie Simmons 17        | Reporte Pts | Estadísticas George Mikan 18 | Pabellón: Minneapolis Auditorium, Minneapolis, Minnesota Asistencia: 4,848 espectadores Árbitros: Sid Borgia, Arnie Heft |  |  |
| Series empatadas, 1–1 |                                       |             |                              | |  |  |
|                       |                                       |             |                              | |  |  |

| 7 de abril                         | Minneapolis Lakers                    | 90–75       | New York Knicks                |                                                                                    |  |  |
|                                    | Parciales: 21–14, 18–24, 26–22, 25–15 |             |                                |                                                                                    |  |  |
|                                    | Estadísticas George Mikan 20          | Reporte Pts | Estadísticas Connie Simmons 18 | Pabellón: 69th Regiment Armory, Manhattan, New York Asistencia: 5,100 espectadores |  |  |
| Minneapolis lidera las series, 2–1 |                                       |             |                                |                                                                                    |  |  |
|                                    |                                       |             |                                |                                                                                    |  |  |

| 8 de abril                         | Minneapolis Lakers                    | 71–69       | New York Knicks                |                                                                                    |  |  |
|                                    | Parciales: 21–16, 20–18, 13–16, 17–19 |             |                                |                                                                                    |  |  |
|                                    | Estadísticas George Mikan 27          | Reporte Pts | Estadísticas Connie Simmons 17 | Pabellón: 69th Regiment Armory, Manhattan, New York Asistencia: 5,200 espectadores |  |  |
| Minneapolis lidera las series, 3–1 |                                       |             |                                |                                                                                    |  |  |
|                                    |                                       |             |                                |                                                                                    |  |  |

| 10 de abril                      | Minneapolis Lakers                           | 91–84            | New York Knicks                               |                                                                                    |  |  |
|                                  | Parciales: 19–18, 25–17, 25–25, 22–24        |                  |                                               |                                                                                    |  |  |
|                                  | Estadísticas Jim Pollard 17 Vern Mikkelsen 6 | Reporte Pts Asts | Estadísticas Carl Braun 19 Ernie Vandeweghe 4 | Pabellón: 69th Regiment Armory, Manhattan, New York Asistencia: 5,200 espectadores |  |  |
| Minneapolis gana las series, 4–1 |                                              |                  |                                               |                                                                                    |  |  |
|                                  |                                              |                  |                                               |                                                                                    |  |  |

Nuevamente se encontraban en las Finales de la NBA los Lakers y Los Knicks. Los primeros mantenían el bloque del año anterior, con su trío de anotadores, George Mikan, Vern Mikkelsen y Jim Pollard, aunque el primero había bajado sus estadísticas hasta los 20,6 puntos por partido, siendo superado en la lista de anotadores de la liga por el pívot de los Warriors Neil Johnston. Mientras, en los Knicks, el cambio más significativo fue el traspaso de Max Zaslofsky tras 29 partidos a Fort Wayne Pistons, y el regreso de Carl Braun tras dos años cumpliendo con el servicio militar.
Las finales comenzaron con sorpresa, ya que en el primer partido, disputado en el Minneapolis Armory a causa de un nuevo conflicto de fechas con su pabellón, los Knicks dominaron los tres primeros cuartos. Todo el mundo esperaba lo que había sucedido en otras ocasiones, el desplome del equipo en el último periodo, pero lejos de ser así, los Knicks anotaron 30 puntos en ese cuarto, llevándose la victoria por 96-88.
Los Lakers habían perdido la ventaja de cancha, y se presentaron en el segundo partido dispuestos a igualar la eliminatoria. Llegaron al descanso con una ventaja de 17 puntos, 47-30. Pero los Knicks reaccionaron en el tercer cuarto, reduciendo la ventaja hasta llegar un punto arriba al periodo definitivo. El último cuarto se convirtió casi en un concurso de tiros libres. Ninguno de los dos equipos permitía tiros cómodos, cometiendo infinidad de faltas personales. Los Lakers consiguieron anotar 9 de 13, mientras que los Knicks se quedaron en 6 de 10. Al final, victoria de los Lakers por dos puntos, 73-71.
Debido al cambio de formato, los 3 siguientes partidos se disputarían en el Madison Square Garden de Nueva York. Esto parecía dar ventaja a los Knicks, pero finalmente no sirvió de nada. En el tercer encuentro, los de Minneapolis se hicieron con una cómoda victoria, 90-75. Los Knicks convirtieron el cuarto partido de nuevo en una lucha cuerpo a cuerpo, con infinidad de faltas personales. A falta de 28 segundos, con los Lakers 2 puntos arriba, 69-67, Jim Holstein fue a la línea de tiros libres, fallando los dos, pero Myer Skoog capturó el rebote en ataque y anotó, poniendo a su equipo 4 arriba. En la siguiente jugada Connie Simmons anotó sus dos tiros libres, e incluso los Knicks tuvieron el balón en los últimos segundos para poder empatar el partido, pero Harry Gallatin falló un gancho, dejando la eliminatoria encarrilada para los Lakers.
En el quinto partido, a la postre el último de la serie, los Lakers slieron arrasando, llegando a tener una ventaja de 20 puntos en el tercer cuarto, pero entonces Mikan se iba al banquillo con un problema de faltas personales, lo cual aprovecharon los Knicks para reducir diferencias, dejando el marcador con 84-82 a falta de menos de dos minutos por jugar. Pero todo lo que hicieron los Knicks a partir de ese momento fue en balde, los Lakers se limitaron a anotar los tiros libres producto de las faltas, acabando el partido con 91-84, que le daban el cuarto título al equipo.